# Moșkivka, Jîtomîr
Moșkivka (în ucraineană Мошківка) este un sat în comuna Turoveț din raionul Jîtomîr, regiunea Jîtomîr, Ucraina.

## Demografie
Componența lingvistică a localității Moșkivka
     Ucraineană (97,73%)
     Rusă (2,27%)
Conform recensământului din 2001, majoritatea populației localității Moșkivka era vorbitoare de ucraineană (97,73%), existând în minoritate și vorbitori de rusă (2,27%).